# Kimjang

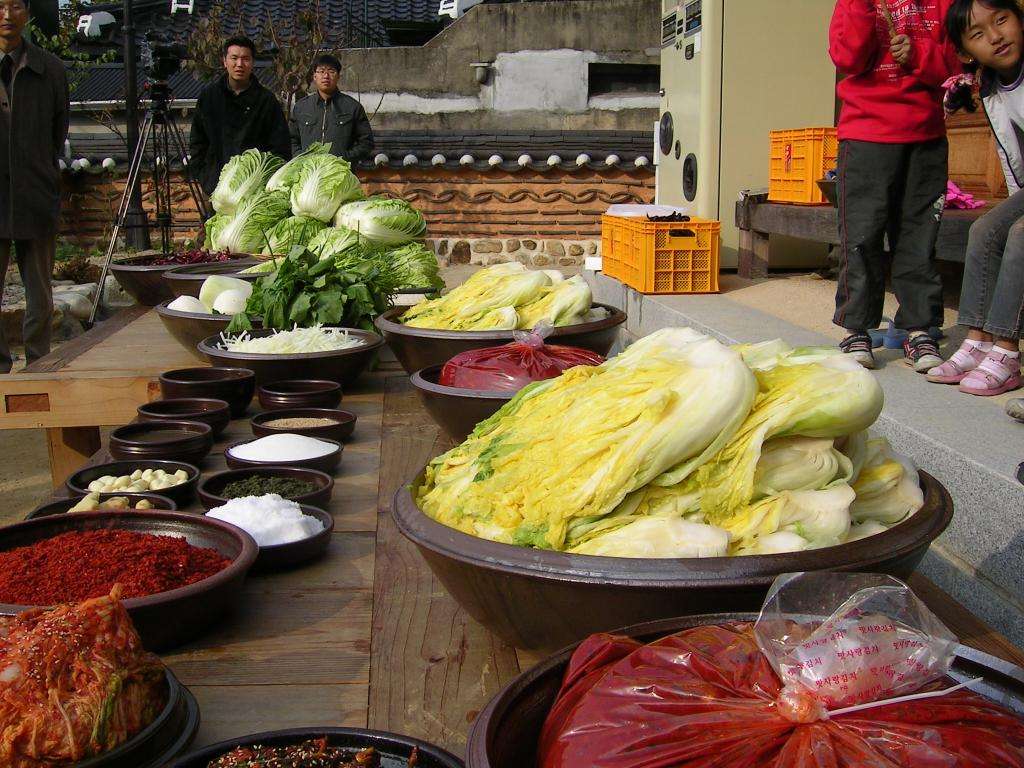
Kimjang – składniki przygotowane do przyrządzenia kimchi

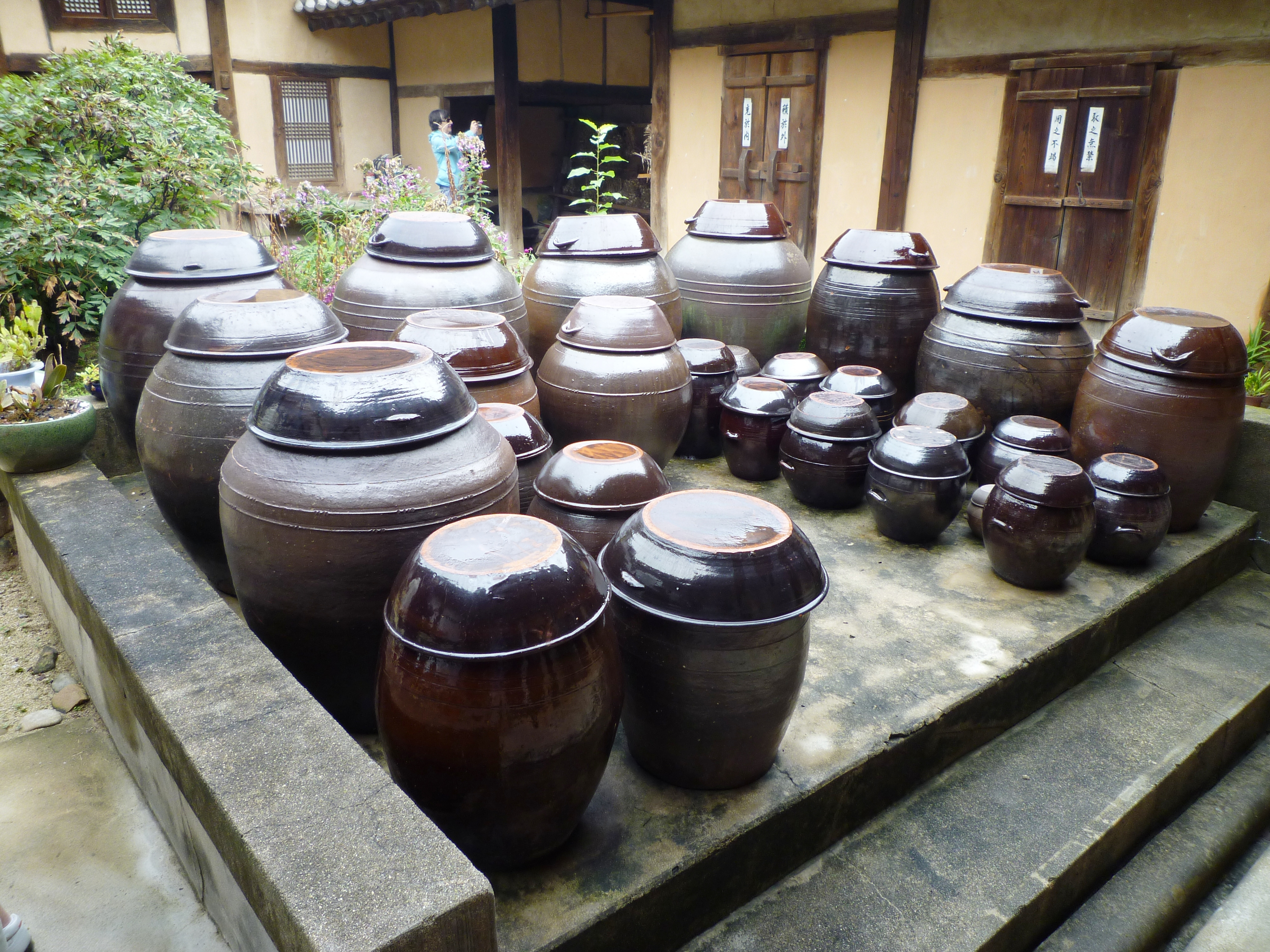
Naczynia ceramiczne, w których przechowywane jest kimchi

Kimjang (kor. 김장) także gimjang – tradycyjny proces przyrządzania na zimę koreańskiej potrawy kimchi – dania kuchni koreańskiej składającego się ze sfermentowanych lub kiszonych warzyw, w głównej mierze z kapusty pekińskiej i rzepy oraz z owoców morza.
W 2013 roku tradycja przygotowywania kimchi kimjang została wpisana na listę niematerialnego dziedzictwa UNESCO.

## Opis
Kimjang to koreańska tradycja przyrządzania większej ilości kimchi na zimę, która związana jest ściśle z cyklem rocznym. Na wiosnę gromadzone są do solenia i fermentacji krewetki, anchois i inne owoce morza. Latem kupowana jest sól morska, która przed użyciem przechowywana jest najpierw przez 2–3 lata, żeby pozbyć się jej gorzkiego smaku. Pod koniec lata suszy się papryczki chili i mieli na proszek. Późną jesienią bacznie śledzone są prognozy pogody, aby ustalić optymalny termin kimjang. Smak kimchi zależy od temperatury podczas jego przechowywania, które wymaga stałych, niskich temperatur. Proces fermentacji kimchi zachodzi dzięki bakteriom lactobacillales, które są bardzo wrażliwe na zmiany temperatury. Większość kimjang kimchi produkowana jest dzięki lactobacillus sakei, które preferują 5–9 °C w okresie fermentacji oraz stabilne 1,6 °C w okresie przechowywania.
Kimjang gromadzi bliższą i dalszą rodzinę oraz sąsiadów. W pierwszym etapie kimjang przez 2–3 dni gromadzone są składniki potrawy – warzywa, owoce morza i przyprawy. Następnie wszyscy myją, kroją i solą warzywa. Gotowe kimchi przechowywane jest na podwórzach w ogromnych ceramicznych naczyniach, które często zakopywane są w ziemi, by uchronić kimchi przed przymrozkami.
W przeszłości bogatsi gospodarze za pomoc w przyrządzaniu kimchi obdarowywali biedniejszych sąsiadów kapustą i przyprawami niezbędnymi do produkcji kimchi. Tradycja wspólnej pracy i dzielenia się jest nadal powszechnie kultywowana, a techniki kimjang oraz składniki kimchi są ważnym elementem tradycji rodzinnych przekazywanych z pokolenia na pokolenie – najczęściej teściowe przekazują tajniki kimjang swoim synowym. Techniki kimjang nauczane są również w szkołach. W 2011 roku ok. 73% Koreańczyków przyznawało, że regularnie biorą udział w kimjang.
W 2013 roku tradycja przygotowywania kimchi kimjang została wpisana na listę niematerialnego dziedzictwa UNESCO.